# Edward Hitchcock (medico)
Edward Hitchcock Jr. (23 maggio 1828 – 16 febbraio 1911) è stato un medico e educatore statunitense.

## Biografia
Era figlio di Edward Hitchcock Sr., un noto geologo, presidente dell'Amherst College e di sua moglie Orra White. Da ragazzo studiò al Williston Seminary e continuò la sua formazione, sulle orme paterne, entrando all'Amherst College nell'autunno del 1845. Hitchcock Jr. completò i suoi studi nell'Amherst college nel 1849. Dal 1850 al 1861, con l'eccezione di un singolo anno (1852–53), fu insegnante di élocutio e scienze naturali al Williston Seminary. Nel 1853 ottenne la laurea in medicina alla Harvard Medical School.
Nello stesso anno, dopo aver ottenuto il dottato, sposò Mary Judson. La coppia ebbe diedi figli; tre dei quali morirono nell'infanzia. Hitchcock Jr. tornò all'Amherst College nel 1861 come professore di igiene ed educazione fisica. Hitchcock Jr. fu il primo educatore fisico di tutti i tempi.

## Storia
I college avevano inserito nella formazione l'educazione fisica già dai primi anni 1820, but Edward Hitchcock Jr. è  generalmente accreditato come il primo educatore fisico al livello di college in modo formale.